# 馬林恩
馬林恩是位於英國英格蘭康沃爾郡南部利泽德半岛的民政教区及村莊。距離赫尔斯顿北方約5英里（8公里）處。
馬林恩民政教區包括教堂鎮（現簡稱為馬林恩）及四個較小的聚落：西南方的馬林恩灣與普雷丹納克，以及東方的特雷伍恩和米弗。馬林恩的鄰近教區有北方的根沃洛與庫里、東方的格雷德-魯安、南方的蘭迪韋德納克，以及西方的聖邁克爾灣。此外，馬林恩教區還包括了無人島馬林恩島，位於馬林恩灣外約半英里（0.8公里）處。該島為大群海鳥的棲息地，目前由英国国民信托擁有。

## 詞源
馬林恩教區的名稱隨著時間推移而演變，教區記錄中曾出現過不同拼寫，如St Mullyon、St Mullian、Mullian、Mullyan、Mulion、Mullyon以及St Mullion等。在1535年進行的《教會財產清冊》中，村名記載為Melyan。該教區的名稱來源於布列塔尼的雷恩主教聖梅蘭（Saint Melaine），據說他於519年開始擔任該職位。他有多個別名，包括拉丁文版本「聖梅拉尼烏斯」（Saint Melanius）。根據早期出版物和1908年的軍事測量地圖，該教區教堂至少在20世紀初仍被正式稱為「聖梅蘭教堂」（St Melan's）。
19世紀晚期，時任馬林恩教區牧師的愛德蒙·哈維（Edmund Harvey，1828年-1884年）提議該教區名稱源於「梅隆」（Mellon），他認為這是圣马洛的別名。聖馬洛是一位來自威爾斯的聖人，他後來移居布列塔尼（可能與堂兄聖桑松一起），並於約公元541年成為阿萊特（今圣马洛）的主教。然而，哈維的說法後來被駁斥。不不過，在哈維任職期間，位於一處古老禮拜堂遺址附近的區域曾被稱作「聖馬洛沼地」（St Malo's Moor），附近還有兩塊名為「桑松農地」（Sampson's Crofts）的田地。
哈維於1865年至1884年間擔任馬林恩教區牧師，他也是一位作家、音樂作曲家，並對教會音樂有濃厚興趣。
馬林恩曾參與《英語方言調查》。

## 歷史

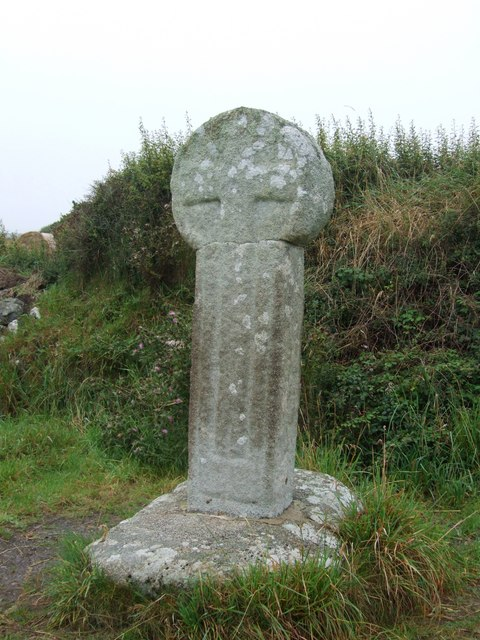
普雷丹納克附近的康沃爾十字。

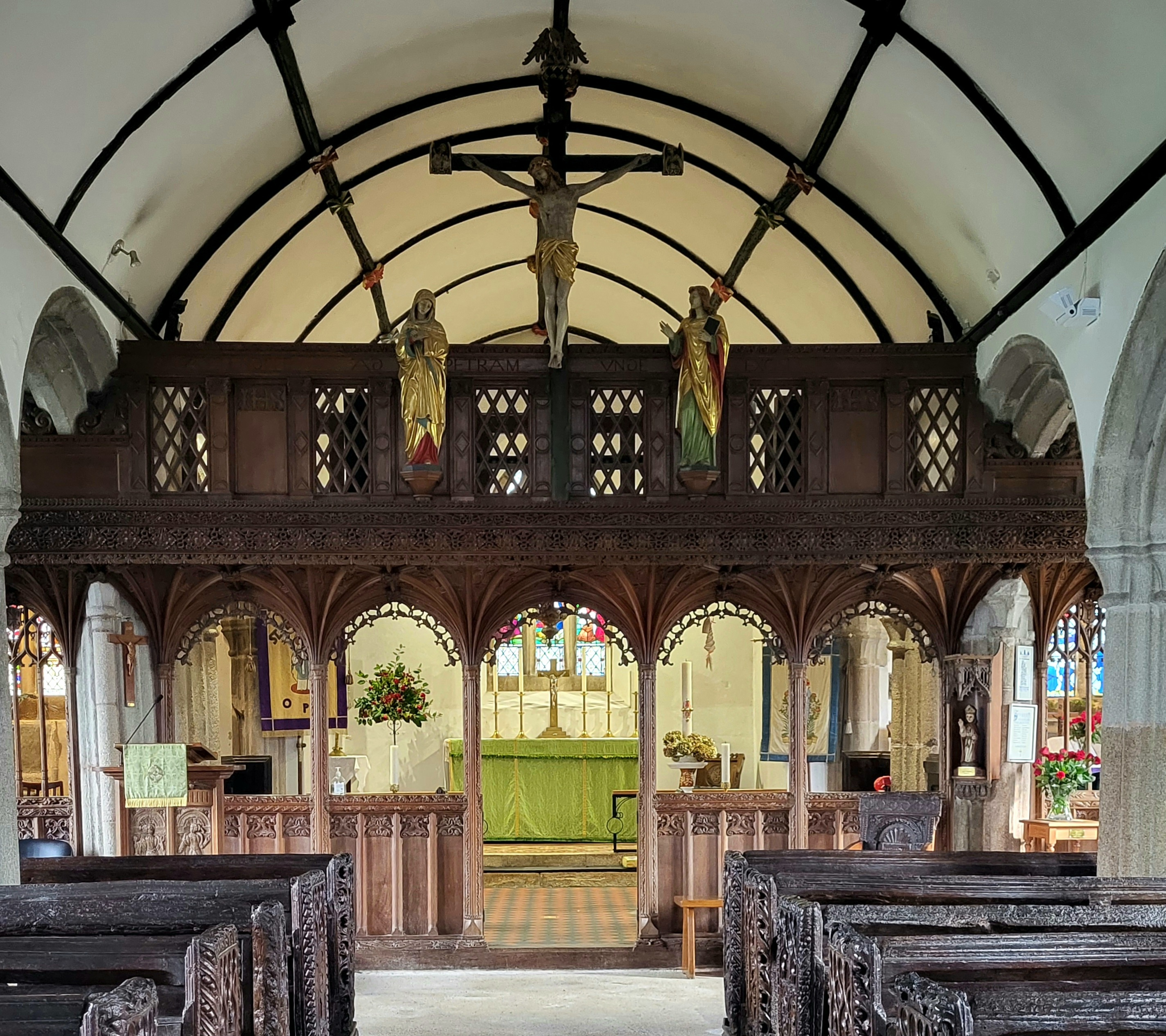
聖梅蘭教堂的內部。

有證據顯示該教區內存在史前遺跡，如墓葬丘、凯尔特十字和古代教堂遺址。近代以來，該地亦因銅礦與高岭土的開採而聞名，並曾於第二次世界大战期間在普雷丹納克（Predannack）建立軍用機場。在安格羅斯（Angrowse）地區的多座墓葬丘中，考古發掘曾發現若干史前文物。 在普雷丹納克附近的聚落，尚存一座康沃爾十字架，其正面雕刻有寬大的拉丁十字，背面則為凹刻的拉丁十字。
當地的地名亦反映出凱爾特教堂的存在，如「Tremenehee」（意為「聖所鎮」）及「Lanfrowder」（與康沃爾語中的「Lafrowda」，即賓威斯聖賈斯特（St Just in Penwith）之意，同源）。
村莊中心坐落著聖梅蘭教堂（St Melanus Church），該教堂最初為隸屬於羅斯威克（Rosewick）封邑的諾曼時期教堂。1291年，約翰·德·里弗斯（John de Rivers）將其捐贈予莫特斯方特修道院，惟修道院於1309年將教堂的管理權轉交予埃克塞特座堂的院長及教士。
馬林恩教區於1310年正式設立，而教堂的聖壇則於1331年前，由埃克塞特主教比頓（Bishop Bytton）的遺囑執行人資助重建。聖壇部分結構至今猶存，而今日教堂的結構則於15世紀興建完成。此時期，羅伯特·勒德拉（Robert Luddra，1512–1547年任教區牧師）身兼任格拉斯尼學院教務長一職，對教區發展貢獻卓著，不僅擴充了教區資產，亦資助教堂屋頂及鐘塔的建設工程。教堂內部現今仍保留16世紀長椅扶手雕刻及多件木雕作品。
在1873年前六年間，馬林恩懸崖下方一英里半長的海岸線上曾發生九起船難，造成69人死亡。對此，皇家全國救生艇協會於1867年在馬林恩灣設立了一艘救生艇，後於1908年撤離。船屋已被拆除，但其氣壓計仍展示於村內。
和許多康沃爾沿海村落一樣，馬林恩也曾有鯡魚捕魚業，捕撈業由18世紀起在馬林恩灣開始，由圍網捕撈公司控制。捕撈的鯡魚會運往紐林醃製，再出口至地中海國家。這些公司會在馬林恩島上派駐觀魚員，用以觀察鯡魚群聚時海面形成的深色水域。至今仍有少數船隻從事小規模的貝類產業。
馬林恩教區內曾有數座短暫運作的銅礦，最早於1741年的契約中被提及，礦區曾有多個名稱，包括鵝園（Goosecroft）、鬼園（Ghost Croft）、上普雷達納克（Predannack Wartha）、南聯合礦場（South Wheal Unity）、特倫南斯（Trenance）及普羅維登斯礦場（Wheal Providence）。其中，位於教堂鎮以南的Wheal Unity（或稱Goosecroft）於1847年開採，而Pollurian Cove東南方的聯合礦場（Wheal Unity）則是一座19世紀中期的銅礦。
1847年，聯合礦場發現了一塊天然銅片，尺寸為9米（29英尺6英寸）×1.4米（4英尺8英寸）×15厘米（6英寸），重量超過700公斤（14英擔），該銅片曾於萬國工業博覽會上展出。相較於康沃爾其他地區，馬林恩的銅礦業規模相對微小，並於19世紀末結束。礦場建築已消失，但在馬林恩灣仍可見到一處礦坑出口。
18世紀時，教區南部的索皮湾（Soapy Cove）曾開採滑石礦。當地的滑石以脈狀分布於蛇紋岩中，通常簡稱為「蛇紋石」。這些舊採石場形成了一條從海岸延伸至內陸的不規則疤痕。這些滑石曾被布里斯托的班傑明·倫德（Benjamin Lund）用於早期的瓷器生產，並於1752年由烏斯特瓷器製造商接手。
鄰近的波爾杜是20世紀初期一項重要技術突破的發生地，1901年，古列尔莫·马可尼從此地發射無線電訊號到加拿大紐芬蘭與拉布拉多省的聖約翰斯。該技術是無線電、電視、衛星及網際網路的先驅，其附近的古尼希丘陵也設有一座地面站作為例證。。

## 地理

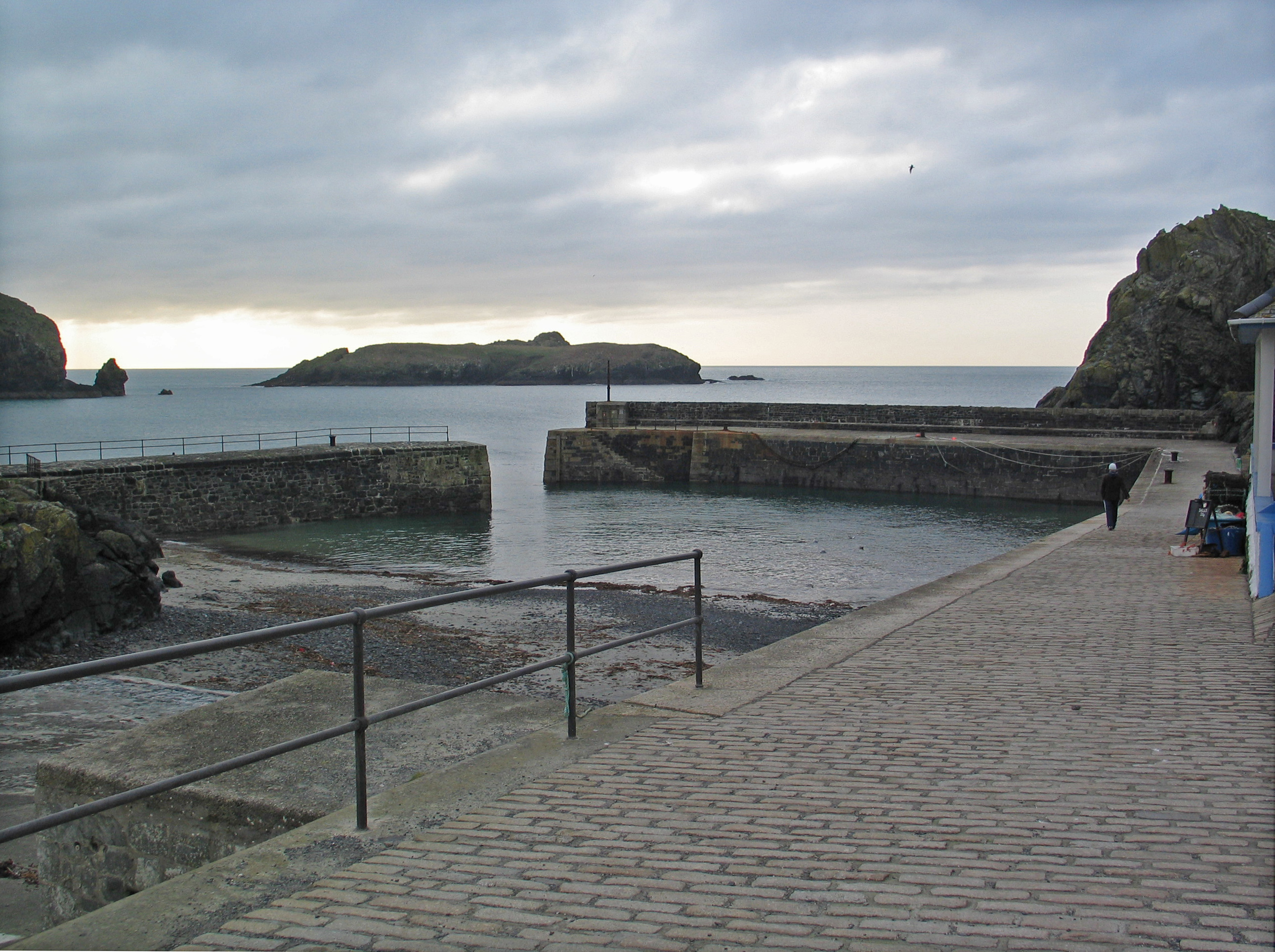
从马利恩港湾眺望马利恩岛

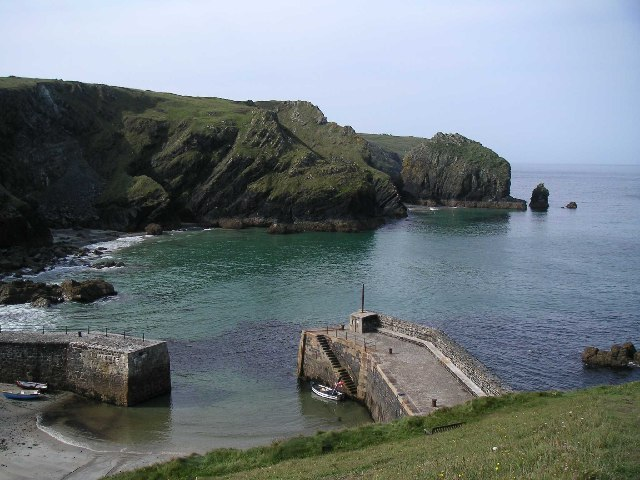
马利恩港湾的港口

馬林恩教區總面積為5,007英畝（約20平方公里），另包括8英畝（約3.2公頃）的水域及55英畝（約22公頃）的濱海帶。該地位於利澤德半島，屬於康沃爾傑出自然美景區的一部分。
馬林恩境內擁有三個具特殊科學價值地點，分別為西利澤德特別科學價值地（West Lizard SSSI）、博克角-馬林恩特別科學價值地以及馬利恩懸崖至普雷達納克懸崖特別科學價值地（Mullion Cliff to Predannack Cliff SSSI），後者範圍內涵蓋馬林恩島，因其地質構造及生物多樣性價值而聞名，當中記錄有十種列入国际自然保护联盟濒危物种红色名录的珍稀及瀕危植物物種。
康沃爾國家自然保護區亦有大部分位於本教區範圍內。貫穿英格蘭西南海岸線的著名長途步道西南海岸步道，也穿越本教區西側的懸崖地帶。

### 馬林恩教堂镇

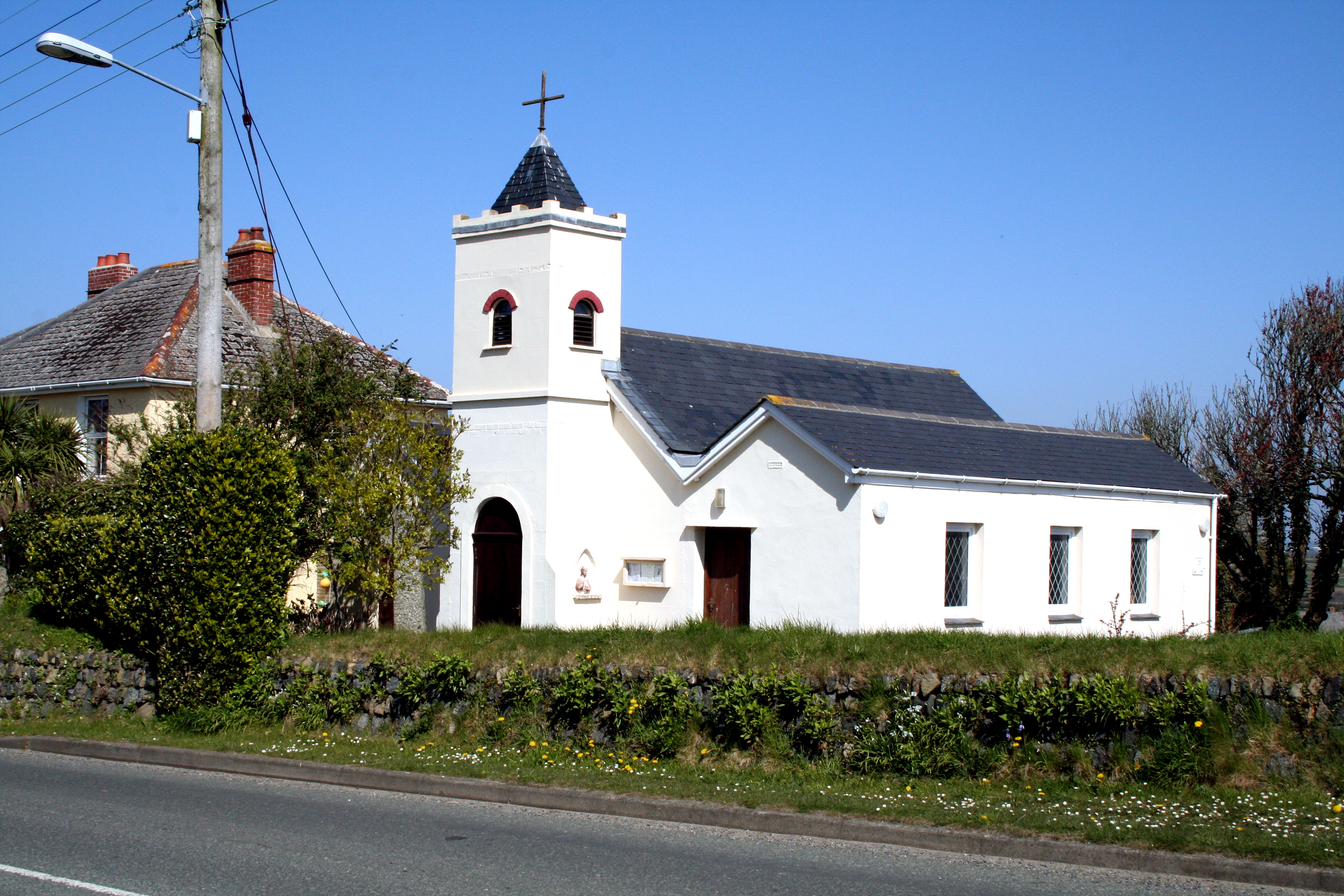
聖米迦勒天主教堂

馬林恩教堂镇位於教區北部，海拔約65米（210英尺），距離西岸約1英里（2公里）。村落座落於兩條西南走向河谷的盡頭，這些河谷自村內地勢急降，分別延伸至波魯里安灣（Polurrian Cove）與馬林恩灣（Mullion Cove）。另有一條自西向東流經村北側的河谷，其最終注入波爾杜灣（Poldhu Cove），此河亦構成馬林恩與鄰近根沃洛教區的邊界。
教區北部地質以角閃石片岩為主，僅於波爾杜灣以北轉變為板岩層。村落周圍與河谷上方地帶土壤肥沃，適合農作與畜牧。小型聚落特雷翁（Trewoon）與米弗（Meaver）位於馬林恩以東約半英里處。今日的馬林恩為利澤德半島規模最大的村莊，為區域主要服務及設施中心，亦為旅遊重鎮。教區內設有馬林恩中學及三座教堂：聖梅蘭教堂、聖米迦勒天主教堂（St Michael's Catholic Church）及一座衛理公會教堂。

### 普雷丹纳克丘陵

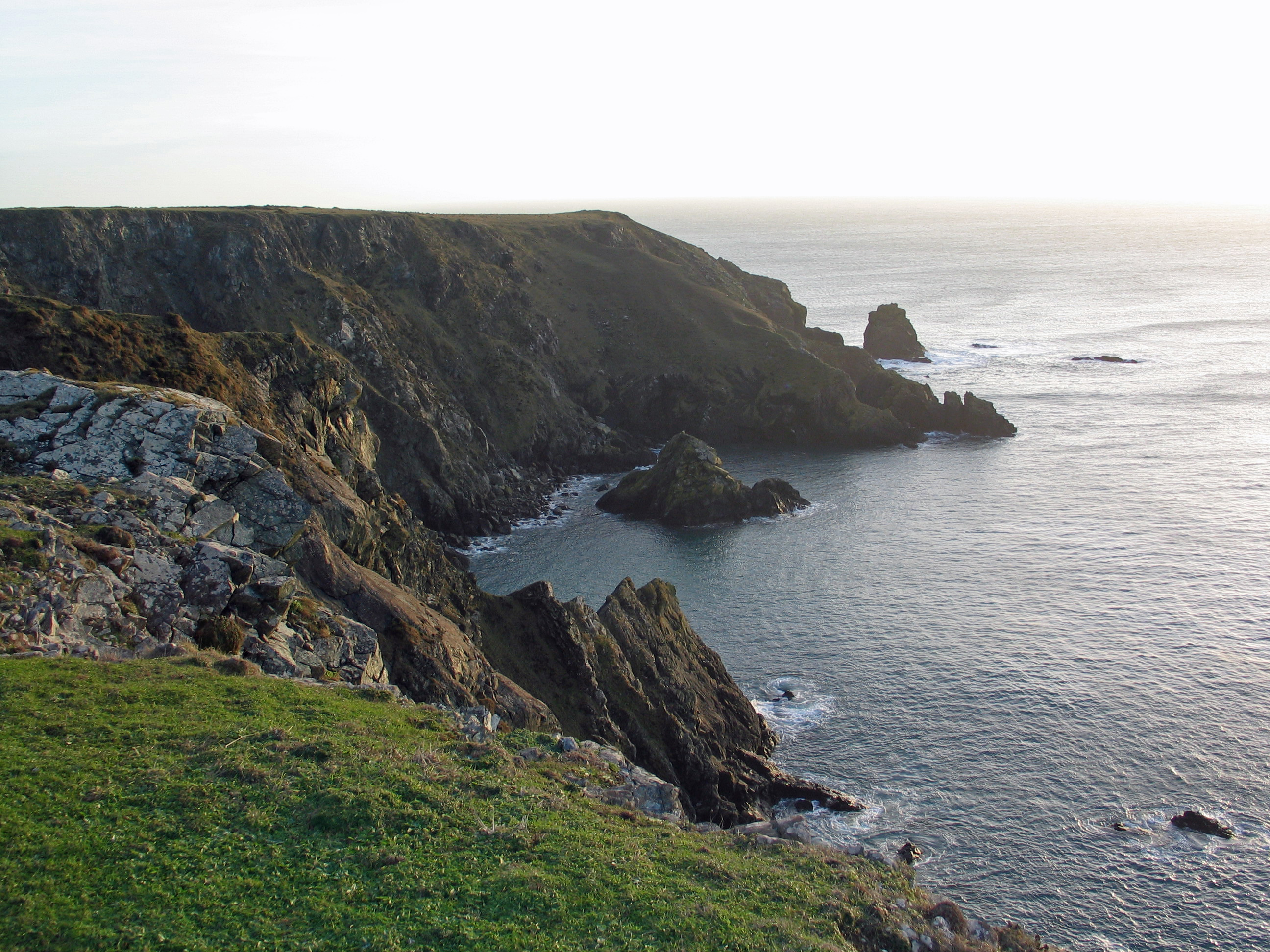
普雷丹纳克丘陵边缘的海岸线

教區南部地勢逐漸升高，延伸為普雷丹纳克丘陵（Predannack Downs）高原，平均海拔約85米（279英尺）。與北部耕地不同，此區保留為半自然石楠荒原，其植被類型受制於馬林恩灣以南出露的蛇紋岩（serpentinite）地質。普雷丹纳克丘陵為利澤德國家自然保護區的一部分，中央設有一座二戰時期建成的軍用機場，現為鄰近海軍空軍基地卡爾德羅斯（RNAS Culdrose）的附屬訓練設施。
教區最南端為一條狹窄而陡峭的河谷，深切高原並注入凱南斯灣(Kynance Cove)。自凱南斯灣至馬林恩灣沿岸皆為高聳懸崖，僅在Gew-graze（又稱Soapy Cove）處可見一條深峽裂谷切入崖壁。此海灣因周圍發現含滑石的蛇紋岩而得名。

## 政府
在地方治理層面，馬林恩為民政教区，由十名議員組成的教區議會，每四年舉行一次選舉。
康沃爾郡議會為該地的主要行政機關，所屬選區涵蓋馬林恩教區直至利泽德角的周邊區域。根據2011年人口普查，該選區總人口為4,364人。

## 體育
馬林恩AFC為當地足球俱樂部，其主場設於克利夫頓公園球場（Clifton Parc）。一線隊參加康沃爾綜合聯賽，二線隊則參與特里洛尼聯賽，女子隊則於康沃爾女子足球聯賽作賽。
馬林恩板球俱樂部（Mullion Cricket Club）參與康沃爾板球聯賽旗下郡一級聯賽（County Division 1）賽事。
馬林恩高爾夫俱樂部成立於1895年，為英國最南端的高爾夫球場，場地位於根沃洛教區內。

### 康沃爾摔跤
馬林恩曾為康沃爾摔跤比賽舉辦地之一，並提供獎品鼓勵參賽者。

## 著名居民
- 斯韦特兰娜·阿利卢耶娃（1926年–2011年）：蘇聯領導人约瑟夫·斯大林之女，曾於馬林恩短暫居住。[37]
- 史蒂芬·哈登·比蒂（英语：Stephen_Beattie）（1908年–1975年）：馬林恩居民，因在圣纳泽尔战役期間指揮坎貝爾敦號巡洋艦（英语：HMS_Campbeltown_(I42)）衝撞並摧毀圣纳泽尔乾塢閘門、阻止德方提尔皮茨号战列舰使用而榮獲維多利亞十字勳章。
- 詹姆斯·埃里西（英语：James_Erisey）：約1560年生於馬林恩附近，為伊麗莎白時代私掠船員，曾與法蘭西斯·德瑞克爵士共航。
- 安德魯·喬治（1958年生）：出生於馬林恩，自由民主黨政治人物，曾任聖艾夫斯選區國會議員（1997–2015年）。
- 歐內斯特·赫伯特·皮徹（英语：Ernest Herbert Pitcher）（1888年–1946年）：馬林恩出生，英國皇家海軍下士官，維多利亞十字勳章得主。
- 希拉·特蕾西（英语：Sheila Tracy）（1934年–2014年）：出生於馬林恩，為英國廣播員、作家、長號手及歌手，1950年代活躍於女性音樂團體。
- 傑弗里·威勒姆（英语：Geoffrey_Wellum）（1921年–2018年）：不列顛空戰飛行員及作家，曾獲DFC（英语：Distinguished_Flying_Cross_(United_Kingdom)），1980年代中期退休後定居於馬林恩。

## 外部連結
- 馬林恩旧康沃尔协会
- 康沃尔档案馆在线目录（馬林恩）